# РЛЦ коло
РЛЦ коло (или ЛЦР коло или ЦРЛ коло или РЦЛ коло) је електрично коло које се састоји од отпорника, калема, и кондензатора који су повезани редно или паралелно. Име РЛЦ је добијено тако што се тим словима означавају вредности отпора, индуктивности и капацитивности респективно. Ово електрично коло чини хармонијски осцилатор за струју и осциловаће на сличан начин као ЛЦ коло. Главна разлика је у томе што присуство отпорника чини да било која осцилација која се индукује у колу нестане током времена уколико извор не настави са радом. Овај ефекат отпорника се зове пригушивање. Присуство отпорности такође мало смањује максималну резонантну фреквенцију. Отпор је неизбежан у реалним електричним колима, иако отпорник није у електричном колу као посебна компонента. Идеално чисто ЛЦ коло је апстракција чисто за потребе теорије.
Постоји много примена за овакав тип кола. Користе се у разним врстама осцилаторних кола. Друга битна примена је у тјунерима, као што су радио пријемници или телевизори, где се користе како би се одабрао узак опсег фреквенција из околних радио таласа. У овој улози, коло се често назива тјуновано коло. РЛЦ коло може да се користи као високо пропусни филтар, ниско пропусни филтар, ограничен пропусни филтар. Примена у тјунер колу представља ограничен пропусни опсег. РЛЦ филтар се описује као коло другог реда, што значи да било која напон или струја у колу могу да се опишу преко диференцијалних једначина другог реда у анализи електричних кола.
Три елемента кола могу да се комбинују у различите топологије. Сва три елемента повезана редно или паралелно су најједноставнији концепт и најлакши за анализу. Постоје и друге топологије које имају практичан значај. Један проблем који се често среће је да је потребно урачунати вредност отпора калема. Калеми се углавном праве од завојака жице, која има често непожељан отпор, и углавном има значајан ефекат у електричном колу.

## Основни принципи

### Резонанца
Значајна особина овог кола је могућност да осцилује на одређеној фреквенцији, резонантна фреквенција, {\displaystyle f_{0}\,}.
Фреквенција се мери у јединици Херц. У овом чланку ће се користити угаона фреквенција, {\displaystyle \omega _{0}\,}, која је погоднија за математичка израчунавања. Мери се у радијанима у секунди. Међусобно су повезане простом једнакошћу,
{\displaystyle \omega _{0}=2\pi f_{0}\,}
Резонанција се јавља зато што се енергија чува на два различита начина: у електричном када се кондензатор пуни и у магнетном пољу када струја пролази кроз калем. Енергија може да се пребацује из једне у другу у оквиру овог кола и то пребацивање може да буде осцилаторно. Механичка аналогија је тег који је овешен о опругу и који осцилује горе-доле када се пусти. Ово није само метафора; тег на опрузи се описује потпуно истом диференцијалном једначином другог реда пошто за РЛЦ коло и сва својства механичког система постоје аналогне вредности. Механичко својство које одговара отпорнику у колу је трење у опруга/тег систему. Трење ће полако зауставити свако осциловање ако не постоји спољна сила која додаје енергију. Исто тако, отпор у РЛЦ коли ће "пригушити" осцилације, које ће временом ослабити уколико не постоји извор наизменичне струје у колу.
Резонантна фреквенција је дефинисана као фреквенција на којој је електрична импеданса кола у свом минимуму. Еквивалентно, може да се дефинише као фреквенција на којој је импеданса чисто реална вредност (тј. чист отпор). Ово се дешава зато што су импедансе калема и кондензатора на резонантној фреквенцији једнаке али супротног знака и оне се неутралишу. Електрична кола где су калем и кондензатор паралелно повезани уместо редно ће имати максималну импедансу уместо минималне. Због овога се често називају антирезонаторима, мада се и даље фреквенција на којој се то дешава зове резонантна фреквенција.

### Природна фреквенција
Резонантна фреквенција је дефинисана у погледу импедансе коју види извор енергије. Могуће је да коло настави за осциловањем неко време након што се извор искључи или уколико се напон извора нагло промени на нулу. Ово је слично начину на који звучна виљушка наставља са звоњавом након ударца, и тај ефекат се често зове звоњава. Овај ефекат је максимална природна вредност фреквенције електричног кола и генерално није иста као и резонанција кола која настаје повезивањем кола са извором, мада су често врло блиске. Различити термини се користе од стране различитих аутора за разликовање ових фреквенција, али резонантна фреквенција обично подразумева резонанцију услед повезивања са извором. Она такође може да се зове непригушеном резонанцијом или непригушеном природном фреквенцијом а максимална вредност фреквенције може да се зове и пригушеном резонантном фреквенцијом или пригушеном природном фреквенцијом. Разлог за ову терминологију је тај што резонантна фреквенција услед повезивања са извором у редном или паралелном резонантном колу има вредност
{\displaystyle \omega _{0}={\frac {1}{\sqrt {LC}}}}
Ово је потпуно иста вредност као и за резонантну вредност ЛЦ кола, тј., РЛЦ кола без отпорника, тј. , иста је као и за коло у коме нема пригушивања, зато се и назива непригушена резонантна фреквенција. Максимална резонантна фреквенција, са друге стране, зависи од вредности отпорника и описује се као пригушена резонантна фреквенција. Високо пригушено коло ће потпуно престати са резонанцијом када нема прикључен извор. Коло са вредношћу отпорника који чини да коло буде на ивици звоњаве се назива критично пригушено. Две стране од тачке критичног пригушења се називају премало пригушене (дешава се звоњење) или превише пригушена (звоњење је потиснуто).
Електрична кола са компликованијим топологијама од редне или паралелне везе (нека од њих су описана касније) имају резонантну фреквенцију која настаје повезивањем на извор која одудара од {\displaystyle \scriptstyle \omega _{0}={\frac {1}{\sqrt {LC}}}} и за њих непригушена резонантна фреквенција, пригушена резонантна фреквенција и резонантна фреквенција услед повезаности са извором могу све бити различите.

### Пригушивање
Пригушивање настаје због отпора у колу. Оно одређује да ли ће коло природно осциловати (без прикљученог извора) или не. Кола која осцилују на овај начин се описују као премало пригушена, док се кола која не осцилују на овај начин називају превише пригушена. Смањење пригушивања (симбол α) се мери у ниприма у секунди. Али често погоднија мера је фактор пригушивања (симбол ζ, зета)који је без јединица и повезан је са α на следећи начин:
{\displaystyle \zeta ={\frac {\alpha }{\omega _{0}}}}
Специјални случај када је ζ = 1 , зове се критично пригушивање и представља случај када је коло на ивици осциловања. Ово је минимално пригушивање које може да се примени без изазивања осциловања.

### Фреквентни опсег
Ефекат резонанције може да се користи за филтрирање, нагла промена импедансе близу резонанције може да се користи за пропуштање или блокирање сигнала који су близу резонантне фреквенције. Могу да се направе филтри са пропуштањем и блокирањем одређених фреквенција и неки су приказани касније у чланку. Кључан параметар у дизајнирању филтара је фреквентни опсег. Фреквентни опсег се мери између 3dB-тачака, тј. , фреквенције на којима је снага која пролази кроз коло смањена дупло у односу на резонантну фреквенцију. Постоје две фреквенције са дупло мањом снагом, једна изнад, и једна испод резонантне фреквенције:
{\displaystyle \Delta \omega =\omega _{2}-\omega _{1}\,}
где је {\displaystyle \scriptstyle \Delta \omega } фреквентни опсег, {\displaystyle \scriptstyle \omega _{1}} је доња фреквенција са дупло мањом снагом {\displaystyle \scriptstyle \omega _{2}} је горња фреквенција са дупло мањом снагом. Фреквентни опсег је повезан са пригушивањем на следећи начин:
{\displaystyle \Delta \omega =2\alpha \,}
где су јединице радијани у секунди. Друге јединице могу да захтевају фактор конверзије. Уопштенија мера фреквентног опсега је део фреквентног опсега који изражава фреквентни опсег као део резонантне фреквенције и дат је са:
{\displaystyle F_{\mathrm {b} }={\frac {\Delta \omega }{\omega _{0}}}}
Део фреквентног опсега се често назива процентом. Пригушивање филтара се подешава како би одговарало пројектованом фреквентном опсегу. Уски филтри као што је ноч филтар, захтевају мало пригушивање. Филтар широког опсега захтева веће пригушивање.

### Q фактор
Q фактор је широко распрострањена мера која се користи за опис резонантних кола. Дефинисана је као максимална енергија која се чува у колу подељена просечном енергијом која се предаје у колу по циклусу резонанције. Мала Q кола су због тога пригушена и кола са великим Q су премало пригушена. Q је повезана са фреквентним опсегом; мала Q кола су широког опсега, а велика Q кола су уског опсега. У ствари, дешава се да је Q обрнута вредност дела фреквентног опсега:
{\displaystyle Q={1 \over F_{\mathrm {b} }}={\frac {\omega _{0}}{\Delta \omega }}}
Q фактор је сразмеран са селективношћу, зато што Q фактор зависи обрнуто сразмерно од фреквентног опсега.

### Скалирани параметри
Параметри ζ, Fb, и Q су сви скалирани на ω0. Ово значи да кола која имају сличне параметре деле сличне карактеристике независно од тога да ли раде у истом фреквентном опсегу.
Следеће поглавље даје детаљну анализу редног РЛЦ кола. Друге топологије нису описане толико детаљно, али су описане главне разлике у односу на редно коло. Уопштен облик диференцијалних једначина који је представљен у поглављу са редним колом је применљив за сва кола другог реда и може да се користи за опис напона или струје у било ком елементу кола.

## Редно РЛЦ коло
У овом колу, три компоненте су повезане редно са напонским извором. Главна диференцијална једначина може да се добије заменом конститутивних једначина за сваки од три елемента у Други Кирхофов закон. Из Другог Кирхофовог закона,
{\displaystyle v_{R}+v_{L}+v_{C}=v(t)\,}
где су {\displaystyle \textstyle v_{R},v_{L},v_{C}} напони на R, L and C респективно и {\displaystyle \textstyle v(t)} је временски променљив напон од извора. Заменом у конститутивне једначине:
{\displaystyle Ri(t)+L{{di} \over {dt}}+{1 \over C}\int _{-\infty }^{\tau =t}i(\tau )\,d\tau =v(t)}
За случај где је извор непроменљивог напона, извод и подела са L дају диференцијалне једначине другог реда:
{\displaystyle {{d^{2}i(t)} \over {dt^{2}}}+{R \over L}{{di(t)} \over {dt}}+{1 \over {LC}}i(t)=0}
Ово може да се корисно представи у применљивијем и општијем облику:
{\displaystyle {{d^{2}i(t)} \over {dt^{2}}}+2\alpha {{di(t)} \over {dt}}+{\omega _{0}}^{2}i(t)=0}
{\displaystyle \alpha \,} and {\displaystyle \omega _{0}\,} су јединице угаоне фреквенције. {\displaystyle \alpha \,} се зове "нипр фреквенција" или "пригушивање", и мера је колико брзо транзијентни одзив нестаје након уклањања извора. {\displaystyle \omega _{0}\,} је угаона резонантна фреквенција.
За случај редног РЛЦ кола дата су два параметра:
{\displaystyle \alpha ={R \over 2L}} и {\displaystyle \omega _{0}={1 \over {\sqrt {LC}}}}
Користан параметар је "фактор пригушивања", {\displaystyle \zeta } који је дефинисан као однос,
{\displaystyle \zeta ={\frac {\alpha }{\omega _{0}}}}
У случају редног РЛЦ кола, фактор пригушивања је дат као,
{\displaystyle \zeta ={R \over 2}{\sqrt {C \over L}}}
Вредност фактора пригушивања одређује тип транзијената које ће коло направити. Неки аутори не користе {\displaystyle \zeta \,} и зову {\displaystyle \alpha \,} фактором пригушивања.

### Транзијентни одзив
Диференцијална једначина за коло се решава на три различита начина у зависности од вредности {\displaystyle \scriptstyle \zeta \,}. За слабо пригушена кола ({\displaystyle \scriptstyle \zeta <1\,}), превише пригушена кола ({\displaystyle \scriptstyle \zeta >1\,}) и критично пригушена ({\displaystyle \scriptstyle \zeta =1\,}).
{\displaystyle s^{2}+2\alpha s+{\omega _{0}}^{2}=0}
Корени једначине у s су,
{\displaystyle s_{1}=-\alpha +{\sqrt {\alpha ^{2}-{\omega _{0}}^{2}}}}
{\displaystyle s_{2}=-\alpha -{\sqrt {\alpha ^{2}-{\omega _{0}}^{2}}}}
Опште решење диференцијалне једначине је експоненцијално за било који корен или линеарна суперпозиција оба корена,
{\displaystyle i(t)=A_{1}e^{s_{1}t}+A_{2}e^{s_{2}t}}
Коефицијенти A1 и A2 су одређени са граничним стањем специфичног проблема који се анализира. Тј., добијају вредности које зависе од струја и напона у колу пре почетка транзијента и претпостављене вредности у коју ће се вратити систем након бесконачно много времена.

#### Превише пригушен систем
Одзив превише пригушеног система ({\displaystyle \scriptstyle \zeta >1\,}) је,
{\displaystyle i(t)=A_{1}e^{-\omega _{0}\left(\zeta +{\sqrt {\zeta ^{2}-1}}\right)t}+A_{2}e^{-\omega _{0}\left(\zeta -{\sqrt {\zeta ^{2}-1}}\right)t}}
Одзив превише пригушеног система је опадање транзијентне струје без осцилација.

#### Премало пригушен систем
Одзив премало пригушеног система ({\displaystyle \scriptstyle \zeta <1\,}) је,
{\displaystyle i(t)=B_{1}e^{-\alpha t}\cos(\omega _{d}t)+B_{2}e^{-\alpha t}\sin(\omega _{d}t)\,}
Примењујући стандардне тригонометријске идентитете, две тригонометријске функције могу да се изразе као једна синусоида са фазним помаком,
{\displaystyle i(t)=B_{3}e^{-\alpha t}\sin(\omega _{d}t+\varphi )\,}
Одзив премало пригушеног система је осцилација која слаби на фреквенцији {\displaystyle \omega _{d}\,}. Осцилација слаби брзином које је одређена пригушењем {\displaystyle \alpha \,}. Експоненцијална вредност у {\displaystyle \alpha \,} описује облик осцилација. B1 и B2 (или B3 и фазни помак {\displaystyle \varphi \,} у другом облику) су произвољне константе одређене граничним условима. Фреквенција {\displaystyle \omega _{d}\,} је дата са,
{\displaystyle \omega _{d}={\sqrt {{\omega _{0}}^{2}-\alpha ^{2}}}=\omega _{0}{\sqrt {1-\zeta ^{2}}}}
Ово се зове пригушена резонантна фреквенција или пригушена природна фреквенција. То је фреквенција на којој ће коло природно осциловати ако није напајано спољним извором. Резонантна фреквенција, {\displaystyle \omega _{0}\,}, која је фреквенција на којој коло осцилује када је напајано спољном осцилацијом, се често зове непригушеном резонантном фреквенцијом да би се разликовало.

#### Критично пригушен одзив
Критично пригушен одзив ({\displaystyle \scriptstyle \zeta =1\,}) једнак је,
{\displaystyle i(t)=D_{1}te^{-\alpha t}+D_{2}e^{-\alpha t}\,}
Критично пригушен одзив представља одзив кола коме највећом могућом брзином слаби сигнал, без осцилаторног понашања. Ова чињеница је битна у контролним системима где се захтева брзо достизање одређеног стања без премашивања.D1 и D2 су произвољне константе одређене граничним условима.

### Лапласова област
Редно РЛЦ коло може да се анализира за транзијентна и непроменљива наизменична кола користећи Лапласове трансформације. Ако напонски извор производи напонски сигнал са Лапласово-трансформисаним V(s) (где јеs комплексна фреквенција {\displaystyle s=\sigma +i\omega \,}), Други Кирхофов закон може да се примени у Лапласовој области:
{\displaystyle V(s)=I(s)\left(R+Ls+{\frac {1}{Cs}}\right)}
где је I(s) Лапласово-трансформисана струја кроз све компоненте. Решавајући по I(s):
{\displaystyle I(s)={\frac {1}{R+Ls+{\frac {1}{Cs}}}}V(s)}
И преуређивањем, добија се
{\displaystyle I(s)={\frac {s}{L\left(s^{2}+{R \over L}s+{\frac {1}{LC}}\right)}}V(s)}

#### Лапласова адмитанса
Решавајући за Лапласову адмитансу Y(s):
{\displaystyle Y(s)={I(s) \over V(s)}={\frac {s}{L\left(s^{2}+{R \over L}s+{\frac {1}{LC}}\right)}}}
Упрошћавајући коришћењем параметара α и ωo дефинисаних у претходној секцији, добијамо
{\displaystyle Y(s)={I(s) \over V(s)}={\frac {s}{L\left(s^{2}+2\alpha s+{\omega _{0}}^{2}\right)}}}

#### Комплексна репрезентација
Комплексна анализа нула Y(s) су вредности s такве да важи {\displaystyle Y(s)=0}:
{\displaystyle s=0{\text{ and }}|s|\rightarrow \infty }
Полови од Y(s) су вредности s такве да {\displaystyle Y(s)\rightarrow \infty }. Квадратном једначином, добија се
{\displaystyle s=-\alpha \pm {\sqrt {\alpha ^{2}-{\omega _{0}}^{2}}}}
Полови Y(s) су идентични коренима {\displaystyle s_{1}} и {\displaystyle s_{2}} карактеристичне полиномне или диференцијалне једначине у секцијама изнад.

#### Опште решење
За произвољно E(t), решење које се добија инверзном трансформацијом I(s) је:
{\displaystyle I(t)={\frac {1}{L}}\int _{0}^{t}E(t-\tau )e^{-\alpha \tau }\left(\cos \omega _{d}\tau -{\alpha  \over \omega _{d}}\sin \omega _{d}\tau \right)\,d\tau {\text{ u malo prigušenom slučaju }}(\omega _{0}>\alpha )}
{\displaystyle I(t)={\frac {1}{L}}\int _{0}^{t}E(t-\tau )e^{-\alpha \tau }(1-\alpha \tau )\,d\tau {\text{ u slučaju kritične prigušenosti }}(\omega _{0}=\alpha )}
{\displaystyle I(t)={\frac {1}{L}}\int _{0}^{t}E(t-\tau )e^{-\alpha \tau }\left(\cosh \omega _{r}\tau -{\alpha  \over \omega _{r}}\sinh \omega _{r}\tau \right)\,d\tau {\text{ u previše prigušenom slučaju }}(\omega _{0}<\alpha )}
где је {\displaystyle \omega _{r}={\sqrt {\alpha ^{2}-{\omega _{0}}^{2}}}}, и cosh и sinh су уобичајене хиперболичке функције.

#### Равнотежно стање
Синусоидно равнотежно стање је представљено додељујући {\displaystyle s=i\omega \,}
Узимајући интензитет горње једначине и замењујући испод,
{\displaystyle \displaystyle |Y(s=i\omega )|={\frac {1}{\sqrt {R^{2}+\left(\omega L-{\frac {1}{\omega C}}\right)^{2}}}}.}
и струју која је функција ω може да се пронађе из,
{\displaystyle \displaystyle |I(i\omega )|=|Y(i\omega )||V(i\omega )|.\,}
Максимална вредност је {\displaystyle |I(i\omega )|}. Вредност ω у овом максимуму је, у овом случају, једнака непригушеној природној резонанцији:
{\displaystyle \omega _{0}={\frac {1}{\sqrt {LC}}}.}

## Паралелно РЛЦ коло
Особине паралелног РЛЦ кола могу да се добију из дуалног односа електричних кола и разматрањем да је паралелно РЛЦ коло дуална импеданса редног РЛЦ кола. Узимајући ово, постаје јасно да су диференцијалне једначине које описују ово коло идентичне општој форми оних које описују редно РЛЦ коло.
За паралелно коло, пригушивање α је дато са
{\displaystyle \alpha ={1 \over 2RC}}
и фактор пригушења је
{\displaystyle \zeta ={1 \over 2R}{\sqrt {L \over C}}}
Ово је супротна вредност израза за ζ у редном колу. Исто тако, остали параметри, део фреквентног опсега и Q су инверзни један другом. Ово значи да филтар широког опсега са малом Q вредношћу у једној топологији постаје филтар уског фреквентног опсега и велике Q вредности у другој топологији када се направе од истих компоненти са идентичним вредностима. Q и део фреквентног опсега паралелног кола су дати са:
{\displaystyle Q=R{\sqrt {C \over L}}{\text{ and }}F_{\mathrm {b} }={1 \over R}{\sqrt {L \over C}}}

### Фреквентни домен
Комплексне адмитансе овог кола су добијене додавањем адмитанси компонената:
{\displaystyle {1 \over Z}={1 \over Z_{L}}+{1 \over Z_{C}}+{1 \over Z_{R}}={1 \over {j\omega L}}+{j\omega C}+{1 \over R}}
Промена од редног повезивања на паралелно резултује у колу које има максималну вредност импедансе на резонантној фреквенцији уместо минимума, тако да коло постаје антирезонантно.
График показује да постоји минимум струје у фреквентном одзиву на резонантној фреквенцији {\displaystyle \omega _{0}={1 \over {\sqrt {LC}}}} када је коло напајано константним напоном. Са друге стране, ако је извор константне струје, постојаће максимум напона који ће пратити исту криву као и струја у редном колу.

## Друге конфигурације
Редно повезан отпор са калемом у паралелном ЛЦ колу као што је приказано на слици 7 , је топологија која се често среће када је потребно унети у рачун отпор калема. Паралелна ЛЦ кола се често користе за филтре са одређеним пропусним опсегом и Q највише зависи од ове отпорности. Резонантна фреквенција кола је,
{\displaystyle \omega _{0}={\sqrt {{\frac {1}{LC}}-\left({\frac {R}{L}}\right)^{2}}}}
Ово је резонантна фреквенција кола дефинисана на фреквенцији на којој адмитанса има имагинарни део једнак нули. Фреквенција која се појављује у општем облику карактеристичне једначине (која је иста за ово коло као и за претходно),
{\displaystyle s^{2}+2\alpha s+{\omega '_{0}}^{2}=0}
није иста фреквенција. У овом случају то је природна непригушена резонантна фреквенција
{\displaystyle \omega '_{0}={\sqrt {\frac {1}{LC}}}}
Фреквенција {\displaystyle \omega _{m}} на којој је максимална вредност импедансе је дата са,
{\displaystyle \omega _{m}=\omega '_{0}{\sqrt {{\frac {-1}{Q_{L}^{2}}}+{\sqrt {1+{\frac {2}{Q_{L}^{2}}}}}}}}
где је {\displaystyle Q_{L}={\frac {\omega '_{0}L}{R}}} фактор квалитета калема. Ово може да се апроксимира са,
{\displaystyle \omega _{m}\approx \omega '_{0}{\sqrt {1-{\frac {1}{2Q_{L}^{4}}}}}}.
Даље, тачна максимална вредност импедансе је дата са,
{\displaystyle |Z|_{max}=RQ_{L}^{2}{\sqrt {\frac {1}{2Q_{L}{\sqrt {Q_{L}^{2}+2}}-2Q_{L}^{2}-1}}}}.
За вредности {\displaystyle Q_{L}} веће од јединичне, ово може добро да се апроксимира са,
{\displaystyle |Z|_{max}\approx R{\sqrt {Q_{L}^{2}(Q_{L}^{2}+1)}}}.
Такође, отпорник у паралели са кондензатором у редном ЛЦ колу може да се искористи за представљање кондензатора са диелектриком са губицима. Ова конфигурација је приказана на слици 8. Резонантна фреквенција (фреквенција на којој адмитанса има имагинарни део једнак нули) у овом случају је дата са,
{\displaystyle \omega _{0}={\sqrt {{\frac {1}{LC}}-{\frac {1}{(RC)^{2}}}}}}
док је фреквенција {\displaystyle \omega _{m}} на којој је импеданса максимална дата са
{\displaystyle \omega _{m}=\omega '_{0}{\sqrt {{\frac {-1}{Q_{C}^{2}}}+{\sqrt {1+{\frac {2}{Q_{C}^{2}}}}}}}}
где је {\displaystyle Q_{C}=\omega '_{0}{R}{C}}

## Историја
Први доказ да кондензатор може да произведе електричне осцилације је откривен 1826. од стране француског научника Феликса Савара. Он је открио да Лајденова тегла која се празни кроз жицу намотану око гвоздене игле, понекада остави иглу намагнетисану у једном смеру, а понекад у другом. Он је тачно закључио да се ово дешава због пригушено осцилаторне струје пражњења у жици, која је окретала намагнетисање игле напред-назад док није постало сувише мало да би имало ефекта, остављајући иглу намагнетисану у случајном смеру.
Амерички физичар Џозеф Хенри је поновио Саваров експеримент 1842. и дошао до истог закључка, наводно независно. Британски научник Вилијам Томпсон је 1853. показао математички да пражњење Лајденове тегле кроз калем треба да буде осцилаторно, и извео је резонантну фреквенцију.
Бриитански радио истраживач Оливер Лоџ, је пражњењем Лајденових тегли кроз дугачку жицу направио коло подешено на своју резонантну фреквенцију у аудио опсегу, која је производила музичку ноту из варнице приликом пражњења. 1857. Немачки физичар Беренд Вилхелм Федерсен је фотографисао варницу насталу пражњењем Лајденове тегле помоћу ротирајућег огледала и тиме је представио видљив доказ осцилација. 1868. Шкотски физичар Џејмс Кларк Максвел је израчунао ефекат примене наизменичне струје колу са калемом и кондензатором, показујући да је одзив максималан на резонантној фреквенцији.
Први пример криве електричне резонанције је објављен 1887. од стране немачког научника Хајнриха Херца и његовом пионирском раду на открићу радио таласа, показујући дужину варнице коју је добио помоћу свог ЛЦ резонатор детектора према фреквенцији.
Једна од првих демонстрација резонанције између подешених кола је био Лоџов експеримент око 1889. Он је поставио два резонантна кола једно поред другог, свако се састојало од Лајденове тегле повезане са подесивим калемом са једним завојком и ваздушним размаком преко кога се стварала варница. Када је висок са индукционог калема примењен на једно коло, стварајући варнице и самим тим осцилујућу струју, варнице су се јавиле на другом крају уколико су оба калема била наштелована на резонанцију. Лоџ и неки Енглески научници су преферирали термин "синтони" за овај ефекат, али се термин резонанција задржао.
Прва практична примена за РЛЦ кола је била 1890. у радио предајницима са прескачућом варницом која је омогућавала пријемнику да се подеси на исту фреквенцију као и предајник. Овај први патент на радио систем који је омогућавао тачно намештање фреквенције је представио Лоџ 1897, иако су први практични системи измишљени 1900. од стране анго-италијанског научника Марконија.

## Примена

### Променљиво подешавајућа кола
Веома честа примена ових кола је у тјунерима радио пријемника. Подесиво подешавање фреквенције се углавном остварује преко променљивог кондензатора са паралелним плочама који омогућава да се вредност капацитивности мења и тиме да се одаберу радио станице различите фреквенције. За део радија где се фабрички подешава фреквенција, погоднији су калеми са подесивим језгром чиме се мења индуктивност. У овом дизајну, језгро је направљено од материјала са великом пермеабилношћу које има ефекат повећавања индуктивности. Језгро има навој тако да може да се ушрафи дубље или плиће у навојке калема.

### Филтри
У применама филтрирања, отпорник R постаје оптерећење према коме ради филтар. Вредност фактора пригушења је изабрана према жељеном фреквентном опсегу филтара. За већи опсег, бира се већа вредност фактора пригушивања (и супротно). Три компоненте дају дизајнеру три степена слободе. Два степена слободе су неопходна за одабир фреквентног опсега и резонантне фреквенције. Дизајнер и даље има један степен слободе који може да се искористи да се скалирају R, L и C на практичне вредности. Алтернативно, R може да буде предодређено спољним колом које ће користити последњи степен слободе.
Филтар који пропушта ниске фреквенције
РЛЦ коло може да се користи као филтар који пропушта ниске фреквенције. Конфигурација овог кола је приказана на слици 9. Фреквенција кривине, тј. фреквенција на 3dB тачки, је дата са
{\displaystyle \omega _{\mathrm {c} }={\frac {1}{\sqrt {LC}}}}
Ово је такође фреквентни опсег филтара. Фактор пригушивања је дат са
{\displaystyle \zeta ={\frac {1}{2R_{\mathrm {L} }}}{\sqrt {\frac {L}{C}}}}
Филтар који пропушта високе фреквенције
Филтар који пропушта високе фреквенције је приказан на слици 10. Фреквенција кривине је иста као за филтар који пропушта ниске фреквенције
{\displaystyle \omega _{\mathrm {c} }={\frac {1}{\sqrt {LC}}}}
Филтар има стоп опсег ове ширине.
Филтар који пропушта одређени опсег фреквенција
Филтар који пропушта одређени опсег фреквенција може да се направи од РЛЦ кола или стављањем ЛЦ кола у редну везу са отпорником или стављањем ЛЦ кола које је паралелно повезано са отпорником. Ове топологије су показане на сликама 11 и 12. Централна фреквенција је дата са:
{\displaystyle \omega _{\mathrm {c} }={\frac {1}{\sqrt {LC}}}}
и фреквентни опсег за редно коло је
{\displaystyle \Delta \omega ={\frac {R_{\mathrm {L} }}{L}}}
Верзија кола са паралелно повезаним колом је намењена да се напаја извором високе импедансе, тј. , струјним извором. Под тим условима опсег је
{\displaystyle \Delta \omega ={\frac {1}{CR_{\mathrm {L} }}}}
Филтар који не пропушта одређени опсег
Слика 13 показује филтар који не пропушта одређени опсег направљен помоћу паралелно повезаног ЛЦ кола редно са отпором. Први случај захтева извор високе импедансе да би се струја преусмерила у резонатор где постаје мала импеданса на резонанцији. Други случај захтева извор мале импедансе тако да напон пада преко антирезонатора када постаје висока импеданса на резонанцији.

### Осцилатори
За примене у осцилаторним колима, обично је пожељно направити пригушивање (или еквивалентно, фактор пригушења) најмањим могућим. У пракси, ова особина захтева прављење отпора кола R најмање физички могућим за редно коло, или алтернативно повећавајући R на највишу могућу вредност за паралелно коло.
У сваком случају, РЛЦ коло постаје добра апроксимација идеалном ЛЦ колу. Ипак за кола са веома малим пригушивањем (велики Q-фактор) , проблеми као што су диелектрични губици кондензатора и калема могу постати значајни.
У осцилаторном колу
{\displaystyle \alpha \ll \omega _{0}.\,}
или еквивалентно
{\displaystyle \zeta \ll 1.\,}
Као резултат
{\displaystyle \omega _{d}\approx \omega _{0}.\,}

### Множач напона
У редном РЛЦ колу на резонанцији, струја је ограничена само отпором у колу
{\displaystyle I={\frac {V}{R}}}
Ако је R мало, и састоји се нпр. само од отпора завојка калема, онда ће ова струја бити велика. Напон на калему ће бити
{\displaystyle V_{\mathrm {L} }={\frac {V}{R}}\omega _{0}L}
Иста вредност напона ће да се јави и на кондензатору у супротној фази од калема. Ако R може да се направи довољно малим, ови напони могу да буду неколико пута већи од улазног напона. Однос напона је, у основи, Q кола,
{\displaystyle {\frac {V_{\mathrm {L} }}{V}}=Q}
Сличан ефекат се посматра струјама у паралелним колима. Иако коло делује као висока импеданса спољном извору, постоји велика струја која циркулише у унутрашњој контури која се састоји од паралелног калема и кондензатора.

### Кола са пулсним пражњењем
Превише пригушена редна РЛЦ кола могу да се користе као пулсна струја пражњења. Често је корисно знати вредности компонената која могу да произведу овај сигнал и описана су формулом:
{\displaystyle I(t)=I_{0}(e^{-\alpha t}-e^{-\beta t})\ }
Такво коло може да се састоји од кондензатора који чува енергију, отпорника, неког калема и прекидача, сви повезани редно. Почетни услови су такви да је кондензатор на напону {\displaystyle V_{0}} и не постоји струја кроз калем. Ако је индуктивност {\displaystyle L} позната, онда су преостали параметри задати на следећи начин - капацитивност:
{\displaystyle C={\frac {1}{L\alpha \beta }}}
Отпор (укупан од кола и оптерећења):
{\displaystyle R=L(\alpha +\beta )\ }
Иницијална максимална вредност кондензатора:
{\displaystyle V_{0}=-I_{0}L\alpha \beta \left({\frac {1}{\beta }}-{\frac {1}{\alpha }}\right)}
Пребацујући у облик где је R познато – капацитивност је:
{\displaystyle C={\frac {(\alpha +\beta )}{R\alpha \beta }}}
Индуктивност је (укупна од кола и оптерећења):
{\displaystyle L={\frac {R}{(\alpha +\beta )}}}
Почетна максимална вредност напона кондензатора:
{\displaystyle V_{0}={\frac {-I_{0}R\alpha \beta }{(\alpha +\beta )}}\left({\frac {1}{\beta }}-{\frac {1}{\alpha }}\right)}